# 393 f.Kr.

## Händelser

### Efter plats

#### Grekland
- Den atenske generalen Konon och den persiske satrapen Farnabazos seglar till grekiska fastlandet, där de härjar Lakoniens kust och erövrar ön Kythera, där en garnison lämnas och en atensk guvernör insätts.
- Farnabazos skickar Konon med ordentliga pengamedel och en stor del av flottan till Attika, där han deltar i återuppbyggandet av de långa murarna från Aten till Pireus, ett projekt som har inletts av Thrasybulos året innan. Byggandet är snart färdigt och Aten sina murar och sin flotta till att erövra öarna Skyros, Imbros och Lemnos, på vilka man etablerar klerukier (medborgarkolonier).
- Strider utbryter i Korinth mellan det demokratiska och det oligarkiska partiet. Demokraterna, stödda av Argos, inleder ett anfall mot sina motståndare och oligarkerna fördrivs från staden. De flyr till spartanerna, som nu har sin bas vid Sikyon, för att få stöd, medan atenarna och boeotierna stöder demokraterna.
- I ett nattligt anfall lyckas spartanerna och oligarkerna inta Lechaion, Korinths hamnstad vid Korinthiska viken, och besegra den armé som dagen därpå skickas mot dem.

#### Makedonien
- Amyntas, en sonsonson till Alexander I blir kung av Makedonien efter den oreda som har rått i landet sedan Archelaios I:s död 399 f.Kr.

#### Egypten
- Vid kung Neferites I:s död börjar två rivaliserande fraktioner kämpa om den egyptiska tronen. Den ena stöder hans son Muthis och den andra Psammuthes. Psammuthes är framgångsrik, men lyckas bara regera som kung av Egypten under en del av året.
- Hakor störtar sin föregångare Psammuthes som kung av Egypten, då han hävdar, att han är Neferites I:s sonson, grundare av Egyptens tjugonionde dynasti.

### Efter ämne

## Avlidna
- Neferites I, farao av Egypten